# Zac Deloupy
Serge Prud'homme, dit Zac Deloupy, est un éditeur, illustrateur et auteur de bande dessinée français, né en 1968 à Saint-Étienne.

## Biographie
Ancien étudiant de l'École européenne supérieure de l'image (Angoulême), il s'établit en indépendant et collabore avec des agences de communication. En 2004, il co-fonde avec Alep (Michel Jacquet) et Alain Brechbuhl la structure d'édition associative Jarjille, installée à Saint-Étienne. Ses premiers albums sont publiés cette même année : Collisions, avec Brechbuhl, ainsi que Comixland, avec Alep. Il reprend une collaboration avec ce dernier pour la série L'Introuvable, qui compte quatre tomes en 2006 et 2013. En parallèle, il entreprend seul son Journal approximatif (trois volumes entre 2007 et 2012). Il participe également à des ouvrages collectifs, comme Correspondances (Lyon BD).
Par l'intermédiaire de Nicolas Wild, il entre en contact avec les reporters Jane Deuxard sur Facebook en 2014. Le couple de journaliste, qui a recueilli des témoignages de jeunes en Iran, envisage de présenter ce travail sous forme de bande dessinée. La création de l'album prend dix-huit mois. Zac Deloupy s'est documenté à partir de lectures, de photos (plus de mille), de films pour s'imprégner du décor et de l'ambiance et imaginer des métaphores graphiques rendant compte des traditions. Les journalistes se déclarent très satisfaisaits du traitement offert par Deloupy. L'ouvrage, Love story à l'iranienne, est publié en 2016 par Delcourt dans la collection Mirages. Il reçoit un accueil public et critique favorable et vaut aux auteurs, en janvier 2017, le prix France Info de la bande dessinée d'actualité et de reportage.
En 2018 paraissent deux albums : Algériennes 1954-1962 (Marabulles), que Deloupy dessine sur un scénario de Swann Meralli ainsi que la bande dessinée érotique Pour la peau, (Delcourt).

## Œuvres
- Collisions (dessin), scénario d'Alain Brechbuhl, Jarjille, 2004  (ISBN 2-9521680-0-8)
- Comixland (dessin), scénario d'Alep, Jarjille, 2004  (ISBN 2-9521680-1-6)
- L'Introuvable  (Une aventure de la librairie), scénario et dessin d'Alep et Deloupy, Jarjille

1. L'Introuvable, 2006  (ISBN 978-2-9521680-1-4)
2. Faussaires : première partie, 2008  (ISBN 978-2-9521680-5-2)
3. Faussaires : deuxième partie, 2010  (ISBN 978-2-918658-14-6)
4. Lucia au Havre, 2013  (ISBN 978-2-918658-32-0)

- Journal approximatif (scénario et dessin), Jarjille

1. Sans commentaire, 2007  (ISBN 978-2-9521680-4-5)
2. Avec des frites ?, 2009  (ISBN 978-2-9521680-8-3)
3. Pour de vrai pour de faux, 2012  (ISBN 978-2-918658-25-2)

- Love story à l'iranienne, Delcourt, coll. Mirages, 2016  (ISBN 978-2-7560-6921-0) - Prix France Info 2017
- Algériennes 1954-1962 (dessin), scénario de Swann Meralli, Marabulles, 2018  (ISBN 978-2-501-12100-2)
- Pour la peau, dessin et scénario  Delcourt, coll. Erotix, 2018  (ISBN 978-2-413-00164-5)
- Le Collectionneur, avec Alep, Jarjille éditions, 2020   (ISBN 9782918658832)
- Le Monde d'après, Komics initiative, 2021   (ISBN 9782491374228)
- Impact, avec Gilles Rochier (scénario), Casterman, 2021[11],[12],[13] ; album sélectionné pour le Fauve du Polar au Festival d'Angoulême 2022[14]
- Le Fils du chien, avec Céline Théraulaz, Marabulles, 2022  (ISBN 9782501146883)
- Appelés d'Algérie, avec Swann Meralli, Marabulles, 2022  (ISBN 9782501146784)
- L'Affaire Chaland, avec Alep, Jarjille éditions, 2023  (ISBN 9782493649119)

## Récompense
- 2017 : Prix France Info avec Jane Deuxard pour Love story à l'iranienne